# Viale della Libertà (Forlì)

Viale Benito Mussolini (ora viale della Libertà) all'inizio della sua realizzazione (c.a. 1932)

Panoramica del viale della Libertà (ai tempi denominato viale XXVIII Ottobre) nel 1935

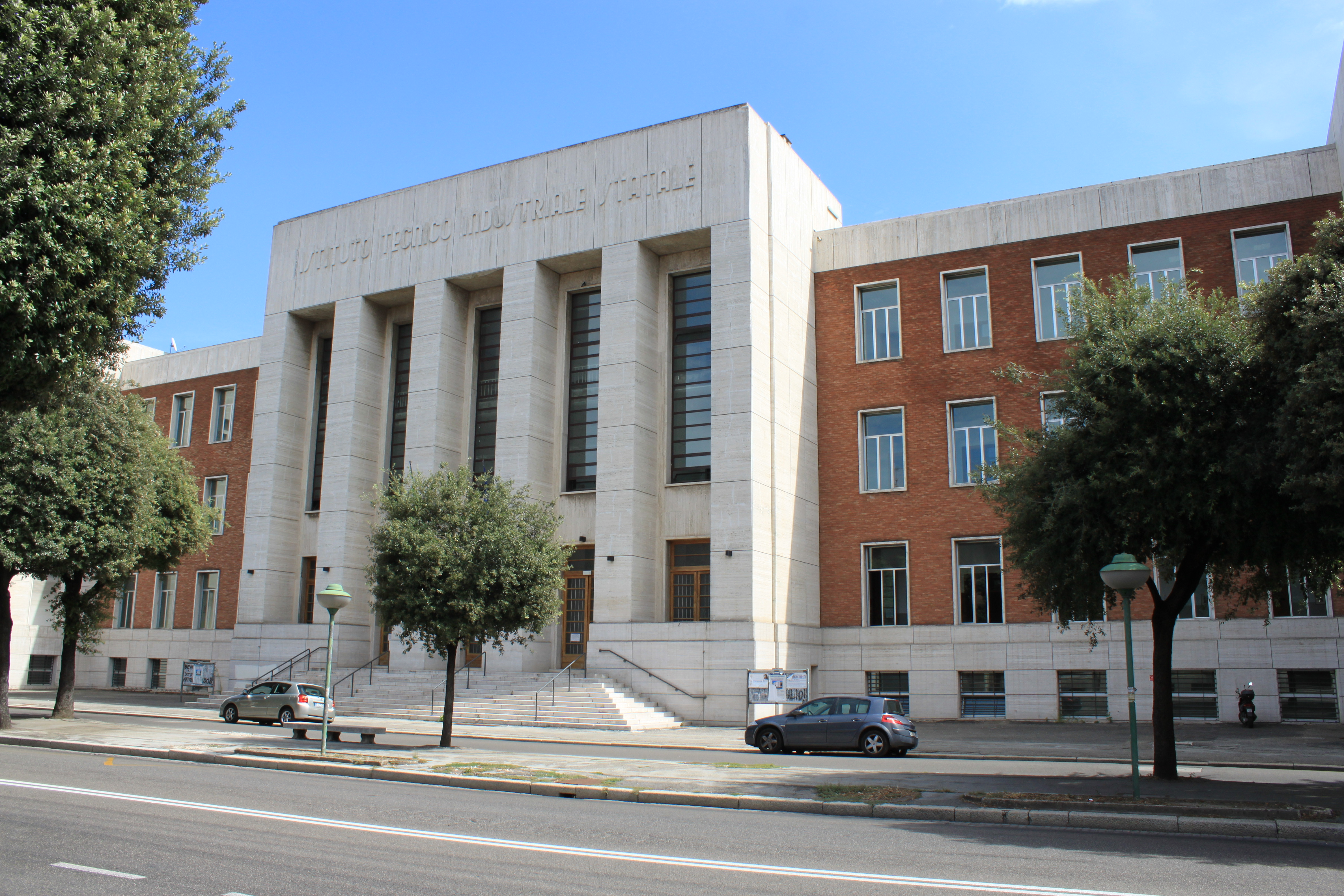
Sede dell'Istituto tecnico industriale

Viale della Libertà è un viale di Forlì, costruito come strada di accesso alla stazione ferroviaria in collegamento con il centro della città. Con una larghezza di quaranta metri e l'orientamento perpendicolare alla Via Emilia, presenta una nutrita rappresentanza di edifici che costituiscono importanti esempi dei vari stili architettonici del Ventennio.

## Storia
La realizzazione del viale venne decisa dall'amministrazione comunale nel 1926 come collegamento alla nuova stazione ferroviaria inaugurata nello stesso anno. Il primo progetto prevedeva una carreggiata centrale e due marciapiedi laterali, ma con una delibera del dicembre 1926 la giunta presentò la variante elaborata dagli ingegneri Luigi Donzelli e Pietro Marconicon, una carreggiata centrale, due vialetti pedonali alberati, due carreggiate laterali e due ulteriori marciapiedi per una larghezza complessiva di 40 metri. La larghezza del viale, soprattutto per i parametri dell'epoca per quanto riguardava le cittadine delle dimensioni di Forlì, era senza precedenti. I cordoli e le panchine erano previsti in granito, la pavimentazione in asfalto colato e le cunette in cubetti di porfido.
Fu posta una grande attenzione anche all'illuminazione, che ha mantenuto le sue caratteristiche nel corso degli anni e che prevedeva dei grandi pali in ghisa, realizzati dalla ditta "Officine di Forlì", disposti lungo la carreggiata centrale, modificati nel 1934 come quelli delle carreggiate laterali, con braccio di sostegno della lanterna del tipo "a pastorale".
Per la costruzione del viale vennero espropriati i terreni dove sorgevano lo stabilimento della "Fornace Ragazzini", che produceva laterizi, la "ditta Ettore Benini" specializzata nella produzione di materiali e prefabbricati edili, e vari edifici di proprietà privata. L'appalto venne aggiudicato all'impresa "Le Nuove Strade" di Bologna per 2.118.241 lire. Il collaudo del viale terminato avvenne il 22 maggio 1930.

### Inaugurazione e intitolazione
Dopo la costruzione, il viale venne inaugurato il 30 ottobre 1927 dal Ministro delle Comunicazioni Luigi Federzoni e intitolato al capo di governo Benito Mussolini. Nel 1935 per disposizione del governo, tutte le strade e le piazze intitolate a Mussolini dovettero cambiare nome e così il viale venne denominato XXVIII Ottobre, in ricordo della Marcia su Roma.
Nel 1945, infine, venne rinominato "Viale della Libertà".

### Recupero urbanistico
A partire dal 2009 sono previsti dei grandi lavori di recupero dell'architettura originale che il viale ed i palazzi adiacenti presentavano all'inizio diventando così un museo a cielo aperto dell'architettura del Ventennio. Il palazzo della casa del Balilla inoltre ospiterà il Museo della ginnastica.

## Architetture civili
Fra il 1930 e il 1933, come completamento al progetto urbanistico del viale, si realizzarono la scuola elementare "Rosa Maltoni Mussolini" (ora intitolata a Edmondo De Amicis), le case INCIS, le case economiche per i postelegrafonici e per i ferrovieri e il villino Boni. La prospettiva del viale venne conclusa nel 1931 con il Monumento ai caduti della prima guerra mondiale nel piazzale della Vittoria, realizzato al termine del viale. Nel 1935 fu costruita la fontana del piazzale della Stazione, progettata dall'architetto Cesare Bazzani. Nel 1934 e nel 1941 vennero costruiti la casa del Balilla poi divenuta della GIL, il Collegio aeronautico e l'Istituto tecnico industriale "Alessandro Mussolini" (ora intitolato a Guglielmo Marconi).
Nel 1944, durante i bombardamenti il palazzo dell'Istituto tecnico industriale, il Collegio aeronautico, le case INCIS e quelle dei postelegrafonici furono gravemente danneggiati.

### Case economiche per i postelegrafonici
Il condominio popolare nominato Case economiche per i postelegrafonici è stato progettato dell'ingegner Ezio Bianchi e realizzate nel 1931 con una prospettiva ottocentesca. Presenta un intonaco con tinteggiature per un effetto di finta pietra lungo tutto il basamento dell'edificio che comprende anche il piano rialzato sulle lesene angolari e sulle riquadrature degli ingressi.
A causa delle imposizioni della commissione edilizia comunale ne venne aumentata l'altezza, aggiunto il cornicione, trattato a fregio la fascia sottostante il cornicione che comprende le finestre dell'ultimo piano e arricchite le cornici delle finestre del primo e secondo piano.

### Case economiche dei ferrovieri
Il condominio popolare nominato Case Economiche dei Ferrovieri venne costruito nel 1933 su progetto dell'ing. Ezio Bianchi che lo sottopose ad un accurato trattamento decorativo prendendo ispirazione dal palazzo I.N.C.S.I.S. appena costruito tenendo conto degli imposti della Commissione edilizia già per le case dei postelegrafonici ubicate sul viale.
Le case economiche per i ferrovieri trovarono molte difficoltà per la loro realizzazione. Il primo ostacolo riguardò la localizzazione: pensata all'angolo della piazza della stazione con il viale per crearne un decoroso inizio, dovette essere spostata per difficoltà di esproprio all'angolo con l'allora via Crispi , oggi Via Andrea Costa.

### Villino Boni
Il Villino Boni è un notevole esempio di edilizia residenziale della buona società negli anni trenta. Fu progettato dal geometra Bruno Neri su direttive dell'impresario edile Giovanni Boni e costruito tra il 1932 e il 1933.
L'edificio presenta una prospettiva ottocentesca con i piani superiori che poggiano sul piano terra rialzato, coronati dal parapetto e modulato sulle lesene sottostanti. Presenta grandi vetrate dalle quali si accede alle terrazze. L'ingresso presenta una grande scala elicoidale per raggiungere i piani superiori. Gli arredi interni e le suppellettili ben conservati mostrano lo stile di vita delle buone famiglie forlivesi alla fine degli anni trenta..

### Ex Casa del Balilla
L'ex Casa del Balilla "Arnaldo Mussolini" è un palazzo polivalente sulla parte finale del viale, nei pressi del Piazzale della Vittoria. L'opera, che in seguito mutò il nome in "Casa della Gioventù Littoria", era stata pensata dell'Opera Nazionale Balilla come polo sportivo e culturale per l'indottrinamento ideologico dei giovani. La costruzione è stata classificata tra le opere più importanti del Razionalismo italiano.

### Palazzo dell'ex collegio aeronautico G.I.L
Il palazzo sorge all'angolo tra il viale della Libertà e il piazzale della Vittoria. L'edificio, costruito in stile razionalista su disegno di Cesare Valle risale al 1937 e fu sede del primo istituto aeronautico in Italia. Dal secondo dopoguerra è adibito ad uso scolastico.
Nel piazzale dell'edificio accanto all'entrata principale, si trova una statua rappresentante Icaro, opera dello scultore Francesco Saverio Palozzi.